# Henri Ier de Schweinfurt
Pour les articles homonymes, voir Schweinfurt (homonymie).
Henri Ier de Schweinfurt, né vers 1000/1017 et mort en 1043, comte de Pregnitz, est le fils de Henri de Schweinfurt et de Gerberge von Gleiberg.
D'une épouse inconnue, il a quatre enfants :
- Cuno, sire de Lechsgemünd, comte de Harbourg, qui épouse Mathilde von Achalm, d'où postérité ;
- Othon Ier, souvent considéré comme la souche des Scheyern-Wittelsbach ;
- Henri de Pregnitz (mort en 1080), comte de Wessimbourg ;
- Frédéric, sire de Burglengenfeld, qui épouse Sigena de Laige, d'où postérité.

Henri Ier de Schweinfurt est un membre de la dynastie des Babenberg.
Par son fils Othon, Henri Ier de Schweinfurt semble l'ascendant direct des rois de Bavière, des ducs en Bavière, de nombreux électeurs comtes Palatins du Rhin, d'Élisabeth de Wittelsbach et des actuels princes de Bavière.